# Ямайка на літніх Олімпійських іграх 1988
Ямайка на літніх Олімпійських іграх 1988 в Сеулі (Південна Корея) була представлена 35-ма спортсменами (24 чоловіки та 11 жінок) у 5 видах спорту, які вибороли дві срібних олімпійських медалі.
Наймолодшим учасником змагань стала легкоатлетка Сенді Річардс (19 років 322 дні), найстарішим — легкоатлет Деррік Адамсон (30 років 193 дні).

## Срібло
1. Ґрейс Джексон-Смол — легка атлетика, 200 метрів, жінки.
2. Говард Бернетт, Тревор Ґрем, Девон Морріс, Берт Кемерон, Говард Девіс, Вінтроп Ґрем — легка атлетика, естафета 4×400 метрів, чоловіки.